# Philip Sekulic
Philip Sekulic (* 5. September 2003 in Subiaco City, Western Australia) ist ein australischer Tennisspieler.

## Karriere
Sekulic spielte von 2016 bis 2021 auf der ITF Junior Tour. Bei jedem der vier Grand-Slam-Turniere nahm er einmal teil, er konnte aber nur einmal ein Match gewinnen. Erfolgreicher war er bei den Kategorien J1 und J2, wo er im Einzel drei und im Doppel einen Titel gewann. In der Junioren-Rangliste erreichte er im Dezember 2021 seine höchste Notierung.
Bei den Profis spielte Sekulic ab 2021 Turniere. Gleich bei den ersten zwei Turnieren, die er spielte, erreichte er das Finale. Beide Male verlor er das Endspiel der Future-Events. Erste Punkte für die Tennisweltrangliste erspielte er sich dennoch. Anfang 2022 besiegte er in der Qualifikation zu den Australian Open die Nummer 235 Matthias Bachinger, der damit fast 1000 Plätze über ihm stand, in zwei Sätzen. Den Rest des Jahres nahm er hauptsächlich an Futures teil, wo er im Einzel ein drittes Finale verlor und im Doppel den ersten Titel gewann. Erster Erfolg auf der ATP Challenger Tour war der Einzug ins Viertelfinale von Burnie. Nach zwei weiteren Finalspielteilnahmen bei Futures überraschte Sekulic auch auf der Challenger Tour: aus der Qualifikation heraus gewann er sechs Matches in Folge, bevor er im Finale Alexis Galarneau in drei Sätzen unterlag. Sein erstes Match auf der ATP Tour spielte er in Chengdu. Dort besiegte er seine Gegner zunächst in der Qualifikation. In der ersten Runde des Hauptfelds schlug er dann mit Nuno Borges auch den ersten Spieler der Top 100. Gegen die Nummer 18 Lorenzo Musetti verlor er anschließend in drei Sätzen. Eine Woche später qualifizierte sich Sekulic auch für das Masters in Shanghai. Mit Lorenzo Sonego unterlag er dort erneut einem Italiener. Durch seine Erfolge rückte er bis Platz 273 vor.